# Probreviceps
Probreviceps é um género de anfíbios anuros da família Brevicipitidae. Apenas tem quatro espécies, originárias de África, nomeadamente da Tanzânia e Zimbabwe. Segundo o IUCN, a espécie Probreviceps rhodesianus poderá existir em Moçambique

## Espécies
- Probreviceps durirostris Loader, Channing, Menegon et al., 2006.
- Probreviceps macrodactylus (Nieden, 1926).
- Probreviceps rhodesianus Poynton & Broadley, 1967.
- Probreviceps uluguruensis (Loveridge, 1925).